# Until June (album)
Until June to debiutancki album zespołu rockowego Until June, pochodzącego z Hollywood (Kalifornia). Krążek został wydany 17 kwietnia 2007 roku przez wytwórnię płytową Flicker Records.

## Lista utworów
1. Sleepless – 2:56
2. What I've Done – 3:16
3. The Saddest Song – 3:12
4. Unnoticed – 3:11
5. All I Have – 2:48
6. Hindsight – 2:39
7. Outer Space – 3:41
8. Don't Walk Away – 2:38
9. This City – 2:48
10. You Do – 3:33
11. Underneath - 3:21